# Super Hang-On
Super Hang-On é um jogo de corrida de motos lançado para o sistema de videogame Sega Mega Drive em 1989. O jogo é uma evolução de Hang-On, outro jogo de corrida de motos lançado no antigo sistema caseiro Sega Master System em 1985. Super Hang-On foi originalmente lançado para a versão arcade em 1988, fazendo relativo sucesso nos centros de entretenimento. A versão lançada no videogame Sega Mega Drive possui, além do modo arcade, o modo "original", onde o jogador é convidado a participar de uma competição de rachas contra vários pilotos de moto, em sete circuitos de grau de dificuldade variado.
Super Hang On fez parte da primeira geração de jogos lançados para a plataforma 16-bit da Sega, da qual fizeram parte também jogos como Super Thunder Blade, Alex Kidd in the Enchanted Castle, Space Harrier II e Altered Beast, entre outros.

## O modo arcade
O modo arcade do jogo Super Hang-On lançado no Mega Drive é similar à versão do fliperama. Ou seja, possui quatro níveis de dificuldade:
- Begginer (África): composto de seis estágios.
- Junior (Ásia): possui dez estágios.
- Senior (América): catorze estágios.
- Expert (Europa): dezoito estágios.

## O modo original
O modo original, exclusivo da versão caseira, habilita o jogador a customizar sua moto. Mas para tanto, é necessário angariar dinheiro participando de vários rachas, numa melhor de dez corridas, contra uma variedade de rivais. No jogo, o jogador começa com um pequeno patrocinador, que lhe fornece uma ajuda financeira, mesmo perdendo a corrida. Na pista, o jogador não vai encontrar propriamente o seu rival. Apenas aparecerá, no final de cada volta completada em cada circuito, o tempo completado por ele e pelo jogador. O objetivo é fazer com que o piloto de sua moto complete a volta num tempo menor que o do seu oponente. Se o jogador for bem sucedido, ele ganhará um ponto. Quem fizer cinco pontos primeiro, vence a competição e passa para a próxima fase, contra um diferente rival. No modo original também é permitido ao jogador contratar sete diferentes tipos de mecânicos. A diferença básica entre eles está no modo como eles consertam a sua moto, e também no modo como eles encaram o problema. Isso é perceptível no modo como eles se expressam nos diálogos, que estão em inglês. Por exemplo, mecânicos mais inexperientes, como Ricardo Montoya e Miki Aisawa, se expressam de forma indireta e insegura ao jogador, não revelando o problema de forma real, direta e confiável, como fazem os mecânicos mais experientes e mais bem pagos.

### Os itens
Os itens representam as seis diferentes partes que compõem uma moto de competição:
- FRAME: representa o quadro de sustentação da moto, o seu esqueleto. No jogo, a moto já vem de fábrica com um quadro de ferro, muito resistente a colisões, mas que deixa a moto muito pesada e lenta. Há também para compra o quadro duplo, o quadro duplo de alumínio, o quadro "Aluminium Space", o quadro de titânio e o quadro de titânio mono-coque.
- ENGINE: representa o coração da moto, o motor. A moto já vem de fábrica com o modelo OHC, de aceleração lenta. Há disponíveis para compra os modelos DOHC, DOHC de quatro cilindros, o turbo de quatro cilindros, o turbo de cerâmica e o Bi-turbo.
- BRAKE: representa o freio. A moto já vem de fábrica  com o modelo "Drum" (Tambor). Há ainda os modelos de freio a disco, disco ventilado, disco duplo e anti-skid.
- MUFFLER: representa o escapamento da moto. Já vem de fábrica o modelo normal. Há ainda os modelos "Col", "Works Original" e "Private Original".
- OIL: representa o óleo, importante para lubrificar as partes do motor, prolongando sua vida. O jogador pode adquirir, além do óleo regular, os modelos "Manual", "Top" e "Private Original".
- TIRE: são os pneus, segundo item mais importante depois do motor. A moto já vem de fábrica com o modelo normal, que possui pouca aderência nas curvas mais fechadas. Há ainda os pneus radiais, pneus de alta performance, o pneu slick e o slick original.

A seguir, todos os rivais e as pistas do modo original (versão ocidental).

1- Rival: MIA FERRARU

Mecânico: RICARDO MONTOYA

Patrocinador: PHARMACY $1200

PISTA: praia

Dicas: A maior dificuldade é acostumar- se à moto, que é muito lenta e 'pesada'. Cuidado na segunda curva à esquerda, curta mas bastante fechada.

2- Rival: JOSE ALVAREZ

Mecânico: MIKI AISAWA

Patrocinador: PIZZA CHAIN STORE $2200

PISTA: deserto

Dicas: Sétima curva fechadíssima, exige que a moto passe a apenas 90 km/h com pneus de baixa performance. Recomenda- se pneus de alta performance, possuem maior aderência nas curvas, permitindo que a moto fique também um pouco mais rápida.

3- Rival: NOBUHIKO HASEGAWA

Mecânico:KOUTARO KITA/ TAKESHI ONDA

Patrocinador: APPLIANCE STORE $10000

PISTA: cidade ao entardecer

3 voltas

4- Rival: FELICA PEREZ

Mecânico: TAKESHI ONDA

Patrocinador: GAME COMPANY $30000

Dica: Circuito bastante sinuoso, exige muito treino. Aqui a técnica possui maior importância do que a velocidade.
5- Rival: HANS BRAUN

Mecânico: TOM JONES

Patrocinador: DISTRIBUTOR $130000

PISTA: arredores da cidade

4 voltas

Dica: Por ser um circuito longo, aqui é testada sobretudo a resistência da moto a colisões contra os outros competidores. Ao jogador cabe evitar essas batidas ao máximo.

6- Rival: MARIE LEFOURE

Mecânica: SONNYA ILLVICH

Patrocinador: BIKE MANUFACTURER $500000

PISTA: cidade à noite.

5 voltas

Dica: Aqui é fundamental investir numa moto veloz e resistente. O circuito possui vários trechos com curvas de alta velocidade. 

7- Rival: KING ARTHUR

Mecânicos: SONNYA ILLVICH / MICKEY WEI

Patrocinador: GIANT OIL COMPANY $2000000

PISTA: deserto, arredores da cidade

6 voltas

Pista estreita

Tráfego intenso

Dica: Aqui o piloto deve guiar a moto como profissional: sem bater nos competidores e usando turbo sempre que houver oportunidade.

## Curiosidades

### Diferenças entre as versões japonesa e ocidental
No jogo Super Hang On, a versão ocidental sofreu mudanças nos nomes de alguns dos personagens e patrocinadores em relação à versão japonesa, a saber:
| Nome do rival na versão original (japonesa) | Nome do rival na versão ocidental |
| ------------------------------------------- | --------------------------------- |
| Kumi Aisawa                                 | Mia Ferraru                       |
| Takahiro Wakano                             | Jose Alverez                      |
| Nobuhiko Hasegawa                           | Nobuhiko Hasegawa                 |
| Maria Furiido (Maria Freed)                 | Felica Perez                      |
| Hansu Myuula (Hans Muller)                  | Hans Braun                        |
|                                             | Marie Lefoure                     |
|                                             | King Arthur                       |

| Nome dos mecânicos na versão original (japonesa) | Nome dos mecânicos na versão ocidental |
| ------------------------------------------------ | -------------------------------------- |
| Ken Fujita                                       | Ricardo Montoya                        |
| Miki Morita                                      | Miki Aisawa                            |
| Koutarou Nagai                                   | Koutaro Kita                           |
| Takeshi Onda                                     | Takeshi Onda                           |
| Maiku Sanii (Mike Sunny)                         | Tom Jones                              |
| Nasutasha Mirusuki (Natasha Milski)              | Sonnya Illvich                         |
| Shigeo Todoroki                                  | Mickey Wei                             |

| Nome dos patrocinadores na versão original (japonesa) | Nome dos patrocinadores na versão ocidental  |
| ----------------------------------------------------- | -------------------------------------------- |
| "Yaoya Yaohachi" (Dono de quitanda)                   | Pharmacy (Farmácia)                          |
| "Suupaa Marusou" (Rede de hotéis)                     | Pizza Chain Store (Cadeia de casas de pizza) |
| "Tonii Denki" (Loja de eletrônicos)                   | Appliance Store (Loja de utensílios)         |
| Sega                                                  | Game Company (Empresa de jogos)              |
| Nihon Tamago Sangyou (Indústria de ovos japonesa)     | Distributor (Distribuidor)                   |
|                                                       | Bike Manufacturer (Fabricante de motos)      |
|                                                       | Giant Oil Company (Grande Companhia de Óleo) |